# Llista de topònims de Meranges
Llista de topònims (noms propis de lloc) del municipi de Meranges, a la Baixa Cerdanya
Informació actualitzada per un bot. Els canvis manuals es perdran quan s'actualitzi!

## capella
| imatge | Nom                     | Ubicat a | instància de | Detalls                     | coordenades                                                                                   | Protecció                                  | Commons (més fotos)                | Dades a WD                    |
| ------ | ----------------------- | -------- | ------------ | --------------------------- | --------------------------------------------------------------------------------------------- | ------------------------------------------ | ---------------------------------- | ----------------------------- |
|        | Sant Josep              | Meranges | capella      |                             | 42° 25′ 33″ N, 1° 48′ 14″ E / 42.42578°N,1.803774°E 1602 msnm                                 |                                            |                                    | Modifica les dades a Wikidata |
|        | capella de Sant Antoni  | Meranges | capella      | Estil: arquitectura popular | 42° 26′ 52″ N, 1° 46′ 55″ E / 42.447669°N,1.781856°E                                          | bé integrant del patrimoni cultural català |                                    | Modifica les dades a Wikidata |
|        | capella de Sant Sadurní | Meranges | capella      | Estil: arquitectura popular | 42° 26′ 32″ N, 1° 47′ 28″ E / 42.442106°N,1.791059°E ca:Carretera de Meranges a Ger 1512 msnm | bé integrant del patrimoni cultural català | Capella de Sant Sadurní (Meranges) | Modifica les dades a Wikidata |

## casa
| imatge | Nom        | Ubicat a | instància de | Detalls                                  | coordenades                                                                      | Protecció                                  | Commons (més fotos)   | Dades a WD                    |
| ------ | ---------- | -------- | ------------ | ---------------------------------------- | -------------------------------------------------------------------------------- | ------------------------------------------ | --------------------- | ----------------------------- |
|        | Cal Benito | Meranges | casa         | Estil: arquitectura popular 19th century | 42° 26′ 46″ N, 1° 47′ 13″ E / 42.446051°N,1.786879°E ca:C. de la Rusca 1536 msnm | bé integrant del patrimoni cultural català | Cal Benito (Meranges) | Modifica les dades a Wikidata |
|        | Cal Monjo  | Meranges | casa         | Estil: arquitectura popular              | 42° 26′ 47″ N, 1° 47′ 14″ E / 42.446262°N,1.787173°E                             | bé integrant del patrimoni cultural català | Cal Monjo (Meranges)  | Modifica les dades a Wikidata |

## entitat singular de població
| imatge | Nom      | Ubicat a | instància de                                   | Detalls | coordenades                                                        | Protecció | Commons (més fotos) | Dades a WD                    |
| ------ | -------- | -------- | ---------------------------------------------- | ------- | ------------------------------------------------------------------ | --------- | ------------------- | ----------------------------- |
|        | Girul    | Meranges | entitat singular de població                   | 18 hab  | 42° 26′ 58″ N, 1° 46′ 36″ E / 42.449372°N,1.776786°E 1570 msnm     |           |                     | Modifica les dades a Wikidata |
|        | Meranges | Meranges | entitat singular de població capital municipal | 93 hab  | 42° 26′ 43″ N, 1° 47′ 18″ E / 42.44537009°N,1.78827504°E 1527 msnm |           |                     | Modifica les dades a Wikidata |

## llac glacial
| imatge | Nom                   | Ubicat a | instància de | Detalls                                    | coordenades                                                         | Protecció | Commons (més fotos)   | Dades a WD                    |
| ------ | --------------------- | -------- | ------------ | ------------------------------------------ | ------------------------------------------------------------------- | --------- | --------------------- | ----------------------------- |
|        | Estany Sec            | Meranges | llac glacial | Llarg: 131m Ample: 126m Superfície: 1.19ha | 42° 27′ 54″ N, 1° 47′ 04″ E / 42.464937°N,1.784441°E 2126 msnm      |           | Estany Sec (Meranges) | Modifica les dades a Wikidata |
|        | estany Llarg          | Meranges | llac glacial |                                            | 42° 29′ 09″ N, 1° 44′ 24″ E / 42.4859497163066°N,1.74005170928004°E |           |                       | Modifica les dades a Wikidata |
|        | estany de Malniu      | Meranges | llac glacial | Llarg: 404m Ample: 233m Superfície: 5.9ha  | 42° 28′ 20″ N, 1° 47′ 29″ E / 42.4722°N,1.7915°E 2250 msnm          |           | Estany de Malniu      | Modifica les dades a Wikidata |
|        | estany de la Portella | Meranges | llac glacial |                                            | 42° 28′ 59″ N, 1° 43′ 43″ E / 42.483085386325°N,1.7286321747767°E   |           |                       | Modifica les dades a Wikidata |
|        | estany dels Minyons   | Meranges | llac glacial |                                            | 42° 28′ 59″ N, 1° 43′ 47″ E / 42.4831155063689°N,1.72968153280252°E |           |                       | Modifica les dades a Wikidata |

## muntanya
| imatge | Nom                     | Ubicat a                             | instància de | Detalls | coordenades                                                                  | Protecció | Commons (més fotos)     | Dades a WD                    |
| ------ | ----------------------- | ------------------------------------ | ------------ | ------- | ---------------------------------------------------------------------------- | --------- | ----------------------- | ----------------------------- |
|        | Bony del Manyer         | Meranges Bellver de Cerdanya         | muntanya     |         | 42° 28′ 25″ N, 1° 43′ 59″ E / 42.4737°N,1.73304°E 2809.3 msnm                |           |                         | Modifica les dades a Wikidata |
|        | Pic d'Engorgs           | Porta Meranges                       | muntanya     |         | 42° 29′ 41″ N, 1° 44′ 40″ E / 42.494786111111°N,1.7443611111111°E 2818 msnm  |           |                         | Modifica les dades a Wikidata |
|        | Pic de Calm Colomer     | Porta Lles de Cerdanya Meranges      | muntanya     |         | 42° 29′ 33″ N, 1° 43′ 48″ E / 42.492381°N,1.730058°E 2869 msnm               |           | Pic de Calm Colomer     | Modifica les dades a Wikidata |
|        | Puigpedrós              | Meranges Porta Ger Guils de Cerdanya | muntanya     |         | 42° 29′ 15″ N, 1° 45′ 43″ E / 42.4875750896°N,1.76193328898°E 2914 2915 msnm |           | Puig de Campcardós      | Modifica les dades a Wikidata |
|        | Roc del Quir            | Meranges                             | muntanya     |         | 42° 26′ 00″ N, 1° 48′ 25″ E / 42.43343139°N,1.80681667°E 1734.2 msnm         |           |                         | Modifica les dades a Wikidata |
|        | el Castell dels Lladres | Meranges                             | muntanya     |         | 42° 28′ 38″ N, 1° 47′ 09″ E / 42.47726111°N,1.78571694°E 2542 msnm           |           | El Castell dels Lladres | Modifica les dades a Wikidata |
|        | la Carbassa             | Bellver de Cerdanya Meranges         | muntanya     |         | 42° 27′ 29″ N, 1° 43′ 38″ E / 42.4579797147°N,1.72717359885°E 2740 msnm      |           | La Carbassa             | Modifica les dades a Wikidata |
|        | la Tosseta              | Meranges                             | muntanya     |         | 42° 29′ 24″ N, 1° 44′ 31″ E / 42.48995833°N,1.74191389°E 2680.9 msnm         |           |                         | Modifica les dades a Wikidata |

## refugi de muntanya
| imatge | Nom                                       | Ubicat a | instància de       | Detalls                                         | coordenades                                                                               | Protecció | Commons (més fotos)                       | Dades a WD                    |
| ------ | ----------------------------------------- | -------- | ------------------ | ----------------------------------------------- | ----------------------------------------------------------------------------------------- | --------- | ----------------------------------------- | ----------------------------- |
|        | refugi d'Engorgs «Joaquim Folch i Girona» | Meranges | refugi de muntanya | 1953-10-22 Anomenat per: Joaquim Folch i Girona | 42° 28′ 52″ N, 1° 44′ 44″ E / 42.48116667°N,1.74566667°E ca:Circ dels Engorgs 2378 msnm   |           | Refugi d'Engorgs "Joaquim Folch i Girona" | Modifica les dades a Wikidata |
|        | refugi de Malniu                          | Meranges | refugi de muntanya | 1954-01-01 Hi passa: GR 11                      | 42° 27′ 51″ N, 1° 47′ 10″ E / 42.4643°N,1.78598°E ca:Prop de l'estany de Malniu 2128 msnm |           | Refugi de Malniu                          | Modifica les dades a Wikidata |

## serra
| imatge | Nom                            | Ubicat a                                      | instància de | Detalls | coordenades                                                             | Protecció | Commons (més fotos)            | Dades a WD                    |
| ------ | ------------------------------ | --------------------------------------------- | ------------ | ------- | ----------------------------------------------------------------------- | --------- | ------------------------------ | ----------------------------- |
|        | Calm Colomer                   | Meranges Bellver de Cerdanya                  | serra        |         | 42° 28′ 10″ N, 1° 43′ 51″ E / 42.46952778°N,1.7307°E 2809.3 msnm        |           |                                | Modifica les dades a Wikidata |
|        | Serra de Comadeboc             | Bellver de Cerdanya Lles de Cerdanya Meranges | serra        |         | 42° 28′ 29″ N, 1° 43′ 26″ E / 42.4747°N,1.72393°E 2806.6 msnm           |           |                                | Modifica les dades a Wikidata |
|        | Serrat de les Perdius Blanques | Meranges                                      | serra        |         | 42° 28′ 29″ N, 1° 46′ 40″ E / 42.47472778°N,1.77772222°E 2752 2395 msnm |           | Serrat de les Perdius Blanques | Modifica les dades a Wikidata |
|        | serra de Comaermada            | Bellver de Cerdanya Meranges                  | serra        |         | 42° 27′ 11″ N, 1° 43′ 37″ E / 42.45300278°N,1.72697222°E 2736 msnm      |           |                                | Modifica les dades a Wikidata |
|        | serra de l'Esquella            | Lles de Cerdanya Meranges                     | serra        |         | 42° 29′ 17″ N, 1° 43′ 28″ E / 42.4881°N,1.72448°E 2863.2 msnm           |           |                                | Modifica les dades a Wikidata |
|        | serrat de l'Agulló             | Meranges                                      | serra        |         | 42° 28′ 09″ N, 1° 44′ 36″ E / 42.46924222°N,1.74339167°E 2809.3 msnm    |           |                                | Modifica les dades a Wikidata |

## vèrtex geodèsic
| imatge | Nom         | Ubicat a | instància de    | Detalls   | coordenades                                                        | Protecció | Commons (més fotos) | Dades a WD                    |
| ------ | ----------- | -------- | --------------- | --------- | ------------------------------------------------------------------ | --------- | ------------------- | ----------------------------- |
|        | Carabasa    | Meranges | vèrtex geodèsic | Alt: 1.2m | 42° 27′ 10″ N, 1° 43′ 37″ E / 42.452829°N,1.727039°E 2736.614 msnm |           |                     | Modifica les dades a Wikidata |
|        | Puig Pedros | Meranges | vèrtex geodèsic | Alt: 1.2m | 42° 29′ 12″ N, 1° 45′ 46″ E / 42.486763°N,1.762699°E 2913.064 msnm |           |                     | Modifica les dades a Wikidata |

## Misc
| imatge | Nom                          | Ubicat a                            | instància de                                        | Detalls                                                                                   | coordenades                                                                                               | Protecció                                            | Commons (més fotos)          | Dades a WD                    |
| ------ | ---------------------------- | ----------------------------------- | --------------------------------------------------- | ----------------------------------------------------------------------------------------- | --- | ---------------------------------------------------- | ---------------------------- | ----------------------------- |
|        | Castell de Meranges          | Meranges                            | castell                                             | Estil: arquitectura popular                                                               | 42° 27′ 09″ N, 1° 47′ 07″ E / 42.4526°N,1.78532°E                                                         | bé d'interès cultural bé cultural d'interès nacional |                              | Modifica les dades a Wikidata |
|        | Clot de Malniu               | Meranges                            | vall                                                |                                                                                           | 42° 28′ 49″ N, 1° 46′ 40″ E / 42.480411°N,1.777858°E                                                      |                                                      |                              | Modifica les dades a Wikidata |
|        | Estanys i molleres d'Engorgs | Meranges                            | zona humida llac glacial àrea protegida Natura 2000 | Superfície: 129.9ha                                                                       | 42° 29′ 00″ N, 1° 44′ 09″ E / 42.4832°N,1.73594°E 2529 msnm                                               |                                                      | Estanys i molleres d'Engorgs | Modifica les dades a Wikidata |
|        | Molí de Meranges             | Meranges                            | molí d'aigua                                        | Estil: arquitectura popular                                                               | 42° 26′ 34″ N, 1° 46′ 57″ E / 42.442654°N,1.782403°E                                                      | bé integrant del patrimoni cultural català           |                              | Modifica les dades a Wikidata |
|        | Pont de la Central           | Meranges                            | pont                                                |                                                                                           | 42° 26′ 29″ N, 1° 46′ 51″ E / 42.4413246972745°N,1.78070573785596°E                                       |                                                      |                              | Modifica les dades a Wikidata |
|        | Portella Blanca de Meranges  | Porta Meranges                      | collada                                             |                                                                                           | 42° 29′ 33″ N, 1° 45′ 05″ E / 42.492519444444°N,1.7514722222222°E 2618.9 msnm                             |                                                      |                              | Modifica les dades a Wikidata |
|        | Portella de Meranges         | Meranges Porta                      | port de muntanya                                    |                                                                                           | 42° 29′ 36″ N, 1° 45′ 01″ E / 42.49347°N,1.750356°E                                                       |                                                      |                              | Modifica les dades a Wikidata |
|        | Prat Fondal                  | Meranges                            | mollera llac                                        |                                                                                           | 42° 28′ 34″ N, 1° 47′ 37″ E / 42.476091°N,1.793534°E                                                      |                                                      | Prat Fondal                  | Modifica les dades a Wikidata |
|        | Roc del Quir                 | Meranges                            | fita                                                |                                                                                           | | bé integrant del patrimoni cultural català           |                              | Modifica les dades a Wikidata |
|        | Sant Serni de Meranges       | Meranges                            | església                                            | Estil: arquitectura romànica Anomenat per: Sadurní de Tolosa Dedicat a: Sadurní de Tolosa | 42° 26′ 47″ N, 1° 47′ 13″ E / 42.446317°N,1.786884°E ca:Meranges                                          | bé d'interès cultural bé cultural d'interès nacional | Sant Sadurní de Meranges     | Modifica les dades a Wikidata |
|        | ajuntament de Meranges       | Meranges                            | casa consistorial                                   | Estil: arquitectura popular                                                               | 42° 26′ 45″ N, 1° 47′ 16″ E / 42.445957°N,1.787775°E                                                      | bé integrant del patrimoni cultural català           |                              | Modifica les dades a Wikidata |
|        | font Berenella               | Meranges                            | font                                                |                                                                                           | 42° 26′ 47″ N, 1° 44′ 12″ E / 42.446251137372°N,1.7366731871018°E                                         |                                                      |                              | Modifica les dades a Wikidata |
|        | riu Duran                    | Meranges Bellver de Cerdanya Isòvol | curs d'aigua                                        | Desemboca: Segre                                                                          | 42° 29′ 27″ N, 1° 44′ 22″ E / 42.490918°N,1.739354°E 42° 22′ 14″ N, 1° 48′ 23″ E / 42.370477°N,1.806457°E |                                                      | Riu Duran                    | Modifica les dades a Wikidata |